# ヒトの眼
ヒトの目とは、人間の視覚器官である。

## 特徴
他の動物とは違い白目（強膜）が発達している。この理由として、協力的な眼の仮説が上げられており、視線の方向や瞳孔の大きさを読み取りやすくすることで自然と協力関係が築きやすくなるからだという仮説である。

## 人相
化粧品メーカーでもある花王は、目の大きさや眉の角度で印象が変わるとしている。
このことから、目に関する表現は様々なものがある。
- アーモンドアイ
- 猫目
- 釣り目
- 三白眼 - 白目が上もしくは下にあり、瞳が三方に白目がある状態の目。目が上目遣いや、見下しているように見えるため、印象が悪くなる場合がある。
  - 蛇眼 - 上側に白目の多い人[3]。
- 四白眼 - 瞳の四方に白目がある目
- 丹鳳眼（中国語版） - 中国などで美人・美男で、地位が高くなるとされる目
- 雌雄眼 - 左右の目の大きさが違う。人相学では、才知に長けた人にでる[3]。
- 車輪眼 - 常に瞳がきょろきょろ動き、目がぎらぎらしている目をいう[3]。
- 獣眼 - 光彩が茶色い人[3]。

## 構造

ヒトの眼の概念図

- 解剖学用語（英語版）
  - 角膜、強膜、ぶどう膜、脈絡膜、毛様体、房水、水晶体、前眼房、硝子体、網膜、眼底（英語版）

### 筋肉

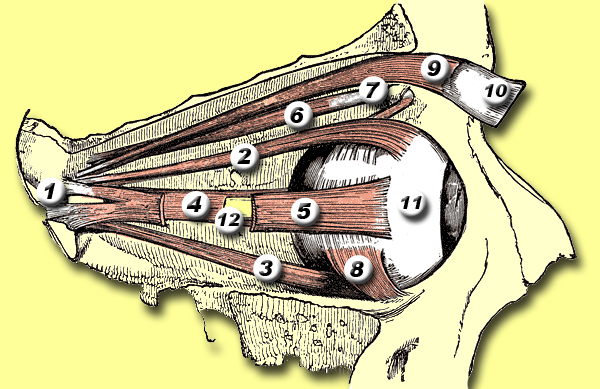
眼球を動かす筋肉:
1 = 総腱輪
2 = 上直筋腱
3 = 下直筋
4 = 内側直筋
5 = 外(側)直筋
6 = 上斜筋
7 = 上斜筋滑車
8 = 下斜筋
9 = 上眼瞼挙筋
10 = 瞼
11 = 眼球
12 = 視神経

眼球を動かす筋肉の総称を外眼筋と呼ぶ。外眼筋は、斜め方向の上斜筋と下斜筋、上下方向の上直筋と下直筋、左右方向の外直筋と内直筋という3対6種の筋肉からなる。
まぶたを動かす筋肉として上眼瞼挙筋がある。

## 眼球運動
眼球運動には、衝動性眼球運動（サッカード）、追跡眼球運動,
視機性反応（視運動性眼振、視覚運動性眼振）、前庭眼反射、輻輳・開散運動がある。
- 急速眼球運動睡眠、固視（英語版）
- 眼球運動障害、眼球振盪

## 疾病・障害・矯正
- 眼科学(眼科医)、検眼（英語版）、視力検査、視能訓練、視能訓練士、ビジョンセラピー（英語版）、眼底検査、眼底撮影（英語版）
- 眼病
- 斜視（外斜視、内斜視）、重瞳
- 眼外傷、失明、隻眼
- 眼精疲労
- 老視(老眼)
- 眼鏡、コンタクトレンズ、眼鏡技師（英語版）、サングラス、カラーコンタクトレンズ、眼内レンズ、義眼、人工視覚（英語版）（バイオニックアイ、人工眼、人工網膜）
- 目薬（点眼液、眼軟膏）